# Gavin Stark
Pour les articles homonymes, voir Stark.
Pas d'image ? Cliquez ici

a Compétitions nationales et continentales officielles uniquement.

Dernière mise à jour le 28 mai 2023.
Gavin Stark, né le 18 décembre 1995, est un joueur néo-zélandais de rugby à XV évoluant au poste d'ailier à Oyonnax depuis 2022.

## Biographie
Formé au Blue Mountain College de West Otago, Gavin Stark est sélectionné avec l'équipe scolaire de Nouvelle-Zélande (en) en 2013, évoluant notamment aux côtés de Damian McKenzie ou Akira Ioane. Retenu dans l'équipe d'Otago en NPC, plusieurs blessures lui donnent peu l'occasion de jouer,.
Il signe à Biarritz en juin 2019 après avoir été repéré lors du tournoi de rugby à 10 de Hong Kong sous les couleurs de l'équipe Biarritz Gavekal en avril 2019. Il y retrouve son ancien coéquipier Adam Knight.
Le 20 novembre 2019, le BO annonce la prolongation de son contrat jusqu'en 2023.
Il inscrit un triplé en match de barrage contre le FC Grenoble en mai 2021. La semaine suivante, il marque l’essai de la victoire en demi-finale face au RC Vannes, envoyant son club en finale de Pro D2.
A l'issue de la saison 2021-2022, il s'engage à Oyonnax rugby. Dès sa première saison avec son nouveau club en 2022-2023, Gavin Stark joue régulièrement au poste d'ailier. Il joue 14 matchs dont 15 en tant que titulaire, et marque 7 essais. Cette saison, Oyonnax termine à la première place de la phase régulière de Pro D2 et se qualifie jusqu'en finale où il affronte Grenoble. Pour ce match, il est titulaire à l'aile et joue toute la rencontre. Oyonnax s'impose 14 à 3, devient champion de Pro D2 et remonte en Top 14.

## Palmarès
- Biarritz olympique
  - Finaliste du Championnat de France de Pro D2 en 2021

- Oyonnax rugby
  - Vainqueur du Championnat de France de Pro D2 en 2023